# Jacob Xavier

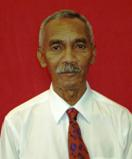
Jacob Xavier (2007)

Jacob Xavier (* 15. März 1936 in Hato-Mera, Ainaro, Portugiesisch-Timor; nach Medienangaben * 1938; † 31. Juli 2012 in Dili, Osttimor) war ein osttimoresischer Politiker. Er war der Vorsitzende der Partido do Povo de Timor (PPT).

## Leben
Bei seiner Geburt erhielt Xavier den Namen Eduardo. 1948 wurde er auf den Namen Francisco Xavier getauft, er benutzte aber als Erwachsener den Namen Jacob Xavier. Er besuchte die Grundschule in Ainaro, das Priesterseminar in Soibada und das Hochseminar Nossa Senhora da Fatima in Dare. Im Sankt Joseph-Seminar in Macau machte Xavier einen Abschluss in Theologie.
Anfang der 1960er kehrte Xavier nach Timor zurück und unterrichtete zwei Jahre an der Dr. Machado Senior High School in Dili. Danach war er vier Jahre Administrator des Verwaltungsamts Luro (Kreis Lautém). Aus dieser Zeit berichtet er, er habe „oft gegen die portugiesische Kolonialregierung gekämpft und gegen die lokalen Liurais, die das Volk quälten“. 1967 wurde Xavier zum Wehrdienst nach Portugal geschickt. Nach der Ausbildung kam er zuerst nach Dili, dann wieder nach Portugal. 1970 wurde Xavier Distriktsadministrator in Angola und blieb es bis zur Unabhängigkeit der Kolonie 1975. Nach Aussagen aus seinem Umfeld soll Xavier das Dokument unterschrieben haben, das Angola die Unabhängigkeit gewährte. Dafür soll er in Portugal kurze Zeit ins Gefängnis geworfen worden sein. Nach eigenen Angaben erlangte Xavier einen Doktortitel für Theologie an der Katholischen Universität Portugal und einen zweiten an der Universität Coimbra für eine Arbeit über Zivilrecht. 1979 gründete Xavier in Portugal die Movimento Nacional da Libertação de Timor-Dili MNLTD (Nationalbewegung zur Befreiung von Timor-Dili) mit, verließ aber nach internen Streitigkeiten die Gruppe. 1985 folgte die Gründung der Movimento Popular Timor-Leste MPTL (Volksbewegung Osttimor, auch Movimento do Povo de Timor-Leste).

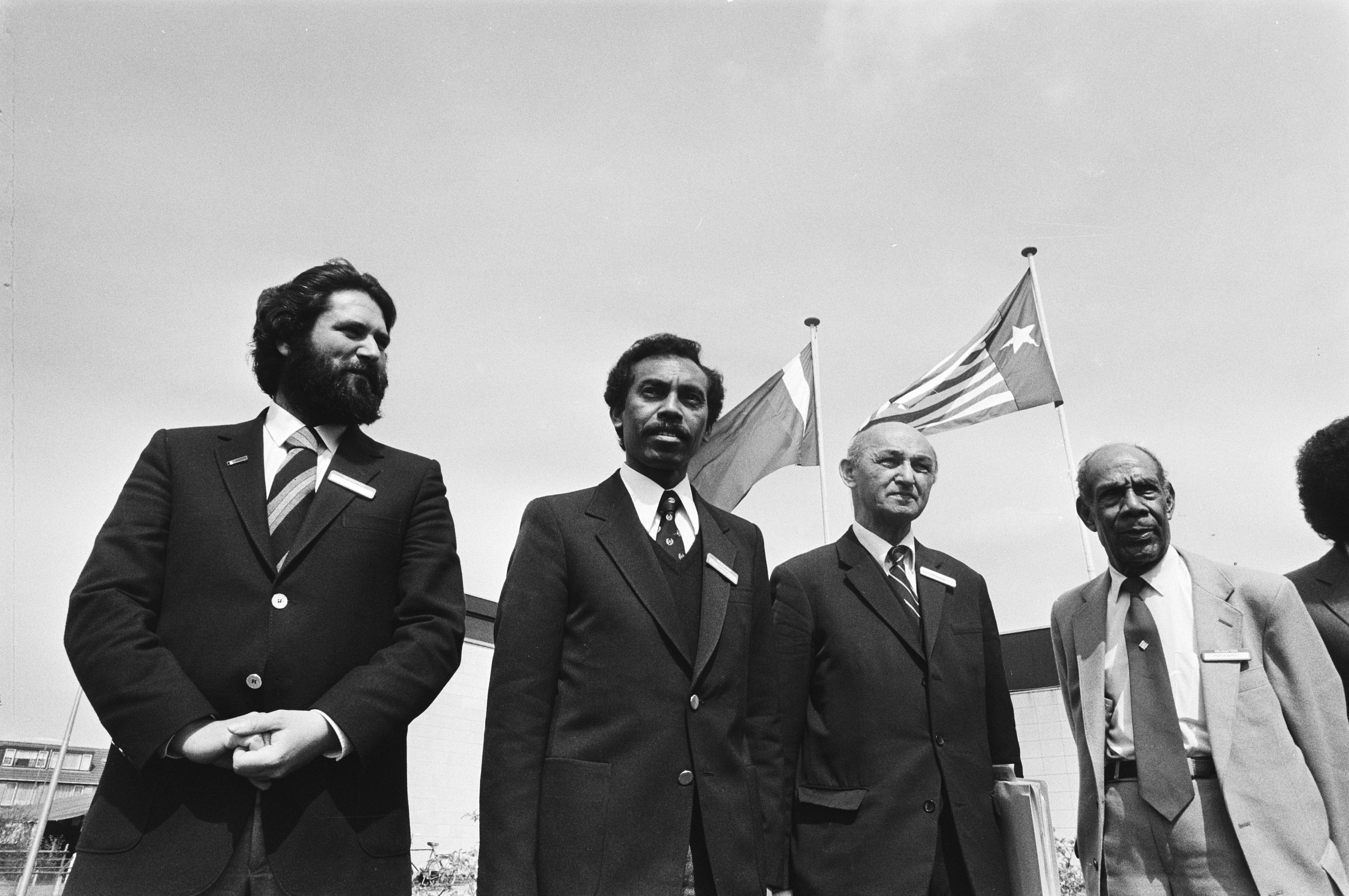
Jacob Xavier, 2 v. l. (1981)

Im Alter von 50 Jahren (1986), berichtet Xavier, habe er von portugiesischen und amerikanischen Verwandten erfahren, dass er der rechtmäßige Erbe des portugiesischen Königsthrons sei. Seine Nachforschungen hätten dies bestätigt, ebenso wie die Verwandtschaft zum englischen Königshaus Windsor. Nach einem Artikel der portugiesischen Nachrichtenagentur Lusa hätten die Windsors Xavier einen Uranbarren in den Kopf implantiert, den sie von den Kennedys bekommen hätten. Xavier erklärt, er könne so jederzeit mit ihnen Kontakt aufnehmen und würde so immer zum Besten gesteuert. Seinen dritten Doktortitel soll Xavier 1991 in Kanonischem Recht in Macau erlangt haben.
2000 kehrte Xavier nach Osttimor zurück und begann sofort sich politisch zu engagieren. Nachdem die MPTL mit der Registrierung zu den Wahlen 2001 an Formalien gescheitert war, gründete er mit dem ehemaligen APODETI-Mitglied Herminio da Costa am 7. Mai 2000 die PPT. Eine ungewöhnliche Kombination, denn Silva da Costa war die ehemalige Nummer drei der pro-indonesischen Milizen in Osttimor. Im Wahlkampf fiel Xavier durch Exzentrik auf. Er erklärte, sein Heiliges Haus (Uma Lulik, in etwa sein Stammsitz) sei der Buckingham Palace, der bei einem Wahlsieg Geld nach Osttimor schicken werde. Das Gold Timors, das eigentlich ihm gehöre, sei gestohlen worden, um die Weltbank zu gründen. Im Fernsehen kündigte Xavier an, jeder, der wolle, könne Geld bei der Bank anfordern. Am nächsten Tag war das Büro der Weltbank in Dili von Menschen belagert. Xavier erklärte, er sei noch im Rechtsstreit mit der Weltbank, doch man könne sich trotzdem dort Ansprüche auf eine zukünftige Auszahlung bestätigen lassen. Der örtliche Repräsentant der Weltbank sah sich gezwungen, das zu dementieren. Weiter schlug Xavier ein Zwei-Banken-System für Osttimor vor: eine Bank für die Liurais, eine für das „normale“ Volk. Dafür erhielt er den Spitznamen Mr. Two Banks. Die PPT erhielt mehr als 9.000 Stimmen und zwei Abgeordnete im Parlament. Einen Parlamentssitz nahm Xavier ein, der als aktiver und lautstarker Sitzungsteilnehmer auffiel.
Den Abgeordneten Manuel Tilman von der ebenfalls als monarchistisch geltenden Klibur Oan Timor Asuwain (KOTA) beschuldigte Xavier mehrmals des Diebstahls von Vermögen. Im Mai 2005 umzingelten etwa 20 PPT-Anhänger das Wohnhaus Tilmans und forderten die Herausgabe von zwei Millionen US-Dollar, die Tilman angeblich von zwei britischen Konten Xaviers entwendet haben sollte. Die Polizei schritt ein. Es war bereits der zweite Angriff von PPT-Mitgliedern auf Tilman. 2007 unterstützte Xavier und die PPT trotzdem Tilman im Präsidentschaftswahlkampf 2007, so dass er in sieben Sucos in Xaviers Hochburg Ainaro am meisten Stimmen erhielt. Insgesamt erhielt Tilman aber nur 4,09 % der Stimmen im Präsidentschaftswahlkampf 2007. Tilman und Xavier zogen nach den Parlamentswahlen 2007 mit einer gemeinsamen Liste von KOTA und PPT wieder in das Parlament ein. Der Wissenschaftler Leong Kar Yen berichtete, Xavier habe ihm während des Wahlkampfs erzählt, er habe einen Computer im Körper sowie einen abnehmbaren Penis und schreibe gerade ein Buch darüber, „wo Gott wohnt“.
Bei den Neuwahlen 2012 trat die PPT nicht an. Xavier trat stattdessen als Kandidat auf Platz 5 der Liste der Partido Democrático (PD) an und konnte so erneut als Abgeordneter in das Parlament einziehen. Allerdings starb Xavier kurz nach der Wahl. Seinen Abgeordnetensitz erhielt Virgilio da Costa Hornai.